# Route départementale 304 (Alpes-de-Haute-Provence)
Pour les articles homonymes, voir Route départementale 304.
La route départementale 304, abrégée en RD 304 ou D 304, est une des Routes des Alpes-de-Haute-Provence, qui relie Valernes à Melve.

## Tracé de Valernes à Melve
- Valernes
- Vaumeilh
- Col de Grêle
- Sigoyer
- Melve